# Lobelia jasionoides
Lobelia jasionoides är en klockväxtart som först beskrevs av A.Dc., och fick sitt nu gällande namn av Franz Elfried Wimmer. Lobelia jasionoides ingår i släktet lobelior, och familjen klockväxter. Inga underarter finns listade i Catalogue of Life.